# Erik Poppe
Erik Poppe (ur. 24 czerwca 1960 w Oslo) – norweski reżyser, scenarzysta, operator i producent filmowy. 

## Życiorys
W 1991 ukończył studia operatorskie na uczelni Dramatiska institutet w Sztokholmie. Początkowo pracował właśnie jako operator dla innych reżyserów. Pracował m.in. przy filmie Jajka (1995) Benta Hamera. Od 1998 samodzielnie reżyseruje filmy fabularne, najczęściej również je produkując i tworząc do nich scenariusze.
Sukces odniósł dzięki wczesnym filmom Hawaje, Oslo (2004) i Zniknięcie (2008). Powodzeniem cieszył się również historyczny dramat Wybór króla (2016). Film Utoya, 22 lipca (2018), opowiadający historię tragedii z 2011, miał swoją premierę w konkursie głównym na 68. MFF w Berlinie.
Poza filmami Poppe jest również reżyserem wielu reklam i teledysków.